# Черноок
Черноок (болг. Черноок) — село в Болгарии. Находится в Варненской области, входит в общину Провадия. Население составляет 216 человек.

## Политическая ситуация
В местном кметстве Черноок, в состав которого входит Черноок, должность кмета (старосты) исполняет Мустафа Идаетов Ибрямов (Политическое движение социал-демократов (ПДСД)) по результатам выборов правления кметства.
Кмет (мэр) общины Провадия — Георги Стоянов Янев (ДНГ) по результатам выборов в правление общины.